# Église Saint-Laurent d'Érezée
Pour les articles homonymes, voir Église Saint-Laurent.
L'église Saint-Laurent est un édifice religieux à Érezée dans la province belge du Luxembourg. L'église est située du côté sud de la Place du Capitaine Garnir et à l'est de l'église se trouve le cimetière. A proximité se trouve la N807 qui traverse le village.

## Histoire
Bien que l'église possède des fonts baptismaux anciens (une cuve romane du XIIe siècle sur base gothique des 16e et 17e siècles), sa construction date de 1846. L'édifice de style néo-classique est fait de grès. Elle est complétée par l'architecte Verhas en 1899 d'une tour et d'une sacristie. À la suite d'un incendie, en 1940, elle est restaurée par l'architecte L. Lamy. En 1999, l'intérieur est complètement rénové.

## Descriptif
L'édifice néoclassique est orienté nord-sud et se compose d'une tour carrée largement maçonnée à deux travées, d'une nef à quatre travées et d'un chœur fermé à une travée. La tour a un toit en chapiteau, le reste du bâtiment est couvert d'un toit à deux versants. Le bâtiment a des fenêtres en plein cintre et des pignons doubles en plein cintre dans chaque façade de la tour. Dans la façade nord de la tour se trouve le portail dans l'axe de l'église.
L'intérieur de l'église est rénové sous plafond en bois avec des vitraux planifiés par Louis-Marie Londot. 